# Jesús Sinisterra
Jesús Brahaman Sinisterra Arias (ur. 9 grudnia 1975 w Quibdó) – kolumbijski piłkarz występujący na pozycji obrońcy.

## Kariera klubowa
Sinisterra seniorską karierę rozpoczął w 1995 roku w zespole Millonarios. Następnie grał w drużynach América Cali, Deportivo Pereira oraz Deportes Quindío, a w 1999 roku wrócił do Millonarios. W tym samym roku przeszedł do argentyńskiego Almagro z Primera B Nacional. Po 2 latach odszedł do Banfield z Primera División. Tam z kolei spędził rok.
W 2002 roku Sinisterra podpisał kontrakt z występującą w Bundeslidze Arminią Bielefeld. W Bundeslidze zadebiutował 17 sierpnia 2002 roku w przegranym 2:6 pojedynku z Bayernem Monachium. W 2003 roku spadł z zespołem do 2. Bundesligi. W Arminii grał jeszcze przez rok. Następnie był graczem innych drugoligowych zespołów, Eintrachtu Trewir oraz LR Ahlen.
W 2006 roku Sinisterra wrócił do Argentyny, gdzie występował w pierwszoligowym Nueva Chicago. W 2007 roku powrócił do Kolumbii. Grał tam w ekipach Deportes Tolima, Deportivo Pasto, Boyacá Chicó (zdobył z nim mistrzostwo Apertura w 2008), Deportivo Pereira oraz Envigado FC. W 2009 roku zakończył karierę.

## Kariera reprezentacyjna
W latach 1996–2003 Sinisterra rozegrał 3 spotkania w reprezentacji Kolumbii. W 2004 roku znalazł się w kadrze na Copa América. Na tamtym turnieju, zakończonym przez Kolumbię na 4. miejscu, nie zagrał jednak ani razu.